# Segelfluggelände Der Dingel

i7
i11
i13
Das Segelfluggelände Der Dingel  liegt in der Nähe von Hofgeismar im Landkreis Kassel (Hessen).

## Flugbetrieb
Das Segelfluggelände ist mit einer 1000 m langen und 30 m breiten Start- und Landebahn aus Gras (Richtung 05/23) ausgestattet. Es besitzt eine Betriebszulassung für Segelflugzeuge mit der Startart Windenstart. Der Halter und Betreiber des Segelfluggeländes ist der Luftsportverein Hofgeismar e. V. Das Segelfluggelände wurde im Sommer 1967 in Betrieb genommen.
Der Verein beisitzt eine Flotte von fünf Segelflugzeugen. Diese teilt sich auf in zwei Doppelsitzer und drei Einsitzer. Die Doppelsitzer sind vom Typ ASG 32 und Duo Discus, die Einsitzer vom Typ LS4, LS8 und ASG 29. Geschleppt wird mit einer Doppeltrommelwinde.

## Zwischenfälle
Am 16. Mai 2021 startete ein 61-jähriger Pilot mit einem Segelflugzeug vom Typ Schleicher ASW 24 zu einem Thermikflug. Das Segelflugzeug geriet beim Kreisflug in eine unkontrollierte Fluglage und stürzte in ein Waldgelände. Der Pilot wurde tödlich verletzt. Das Segelflugzeug wurde zerstört.